# Julian Draxler
Julian Draxler (Gladbeck, Renania del Norte-Westfalia, 20 de septiembre de 1993) es un futbolista alemán que juega como centrocampista en el Al-Ahli S. C. de la Qatar Stars League. Fue internacional con la selección de Alemania, con la que fue campeón de la Copa del Mundo 2014 y la Copa Confederaciones 2017.

## Trayectoria

### Morecambe
Draxler comenzó su carrera en el BV Rentfort de su natal Gladbeck, al que se unió a los seis años. Sin embargo, luego de unos meses, Draxler se unió al SSV Buer 07/28, para luego ser fichado por el Schalke 04 en 2001 cuando apenas tenía 8 años de edad. Tras empezar en el equipo sub-9, fue abriéndose paso en las diferentes categorías juveniles del club, hasta llegar al equipo sub-19. Su buen desempeño en las categorías juveniles hizo que se ganara la confianza del entrenador Felix Magath, quien lo promovió al primer equipo en la temporada 2010-11, donde vistió el dorsal número 32.
Su debut con el Schalke fue el 15 de enero de 2011 en la derrota de su equipo por 1-0 ante el Hamburgo SV, al haber entrado de cambio al minuto 83 por Ivan Rakitić. Se convirtió así en el jugador más joven en debutar con el Schalke en la Bundesliga, cuando contaba con 17 años y 177 días de edad, y superó el récord de Rüdiger Abramczik por 57 días. También es el cuarto jugador más joven en la historia de la Bundesliga, solo por detrás de Nuri Şahin, Ibrahim Tanko y Jürgen Friedl. Tres días después, Draxler fue recompensado con un contrato profesional que lo mantuvo en el club hasta el 30 de junio de 2014.

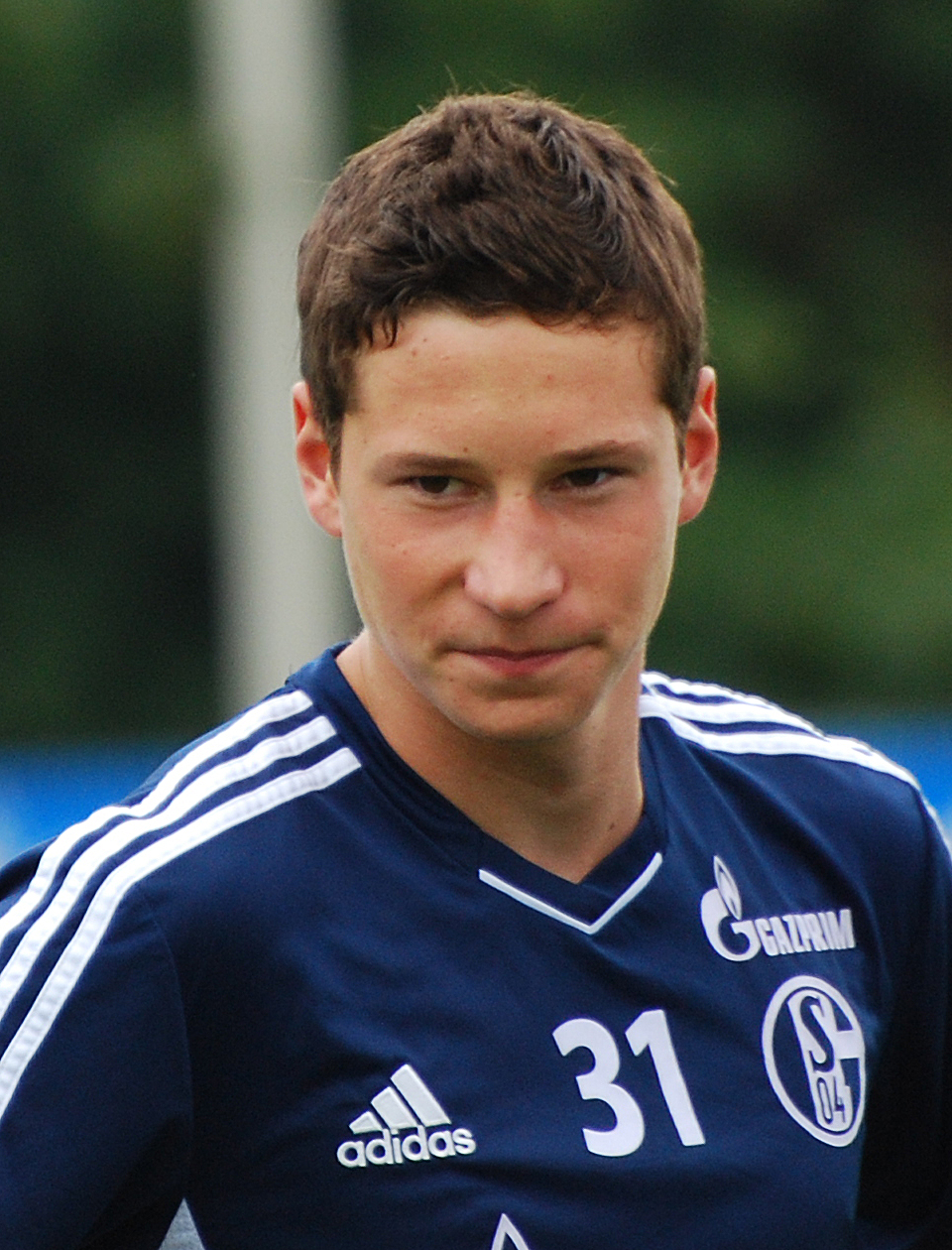
Draxler con el Schalke en 2011

Su primer gol con el Schalke 04 fue el 25 de enero de 2011 ante el FC Nürnberg en la Copa de Alemania, al haber entrado de cambio al minuto 115 del tiempo extra por Peer Kluge. Cuatro minutos después de haber entrado, Draxler anotó el gol desde una distancia de 22 metros que le dio la victoria al Schalke por 3-2. No sería sino hasta el 1 de abril de 2011 cuando Draxler anotó su primer gol en la liga ante el St. Pauli, aunque el partido fue suspendido debido a una agresión a uno de los árbitros asistentes. Unos cuantos días después, se le otorgó la victoria al Schalke por 2-0.
El 21 de mayo de 2011, en la final de la Copa de Alemania ante el MSV Duisburg, anotó el primer gol en el partido que el Schalke ganó 5-0.
Terminó la temporada 2010-11 con un gol en 15 partidos de liga, dos goles en tres apariciones en la Copa de Alemania y seis partidos de Liga de Campeones.
En la temporada 2011-12, jugó en 30 de 34 partidos de liga, principalmente en la parte izquierda del centro del campo para dar cabida a Lewis Holtby en la mediapunta. Marcó un gol en dos partidos de la Copa de Alemania, dos en Liga Europa de la UEFA, dos en competición regular y también tuvo una aparición en la Supercopa de Alemania. Dio además nueve asistencias entre todas las competiciones.
La temporada siguiente, Draxler siguió siendo importante y creciendo más. Comenzó la temporada anotando ante Greuther Fürth, Werder Bremen, Borussia Mönchengladbach, y en una victoria de alto voltaje 5-4 contra Hannover 96. Draxler continuó jugando un papel importante después de la salida de Holtby y la llegada de Michel Bastos, que le permitió jugar en la mediapunta en un partido en el que su equipo goleó 4-1 al VfL Wolfsburgo, y en el que anotó el primer doblete de su carrera. Mientras tanto, anotó de nuevo en la victoria por 2-1 ante el Borussia Dortmund, partido en el que se convirtió en el jugador más joven en vestir 100 veces la camiseta del Schalke 04. El 3 de mayo de 2013, marcó el único gol del juego con el que el Schalke venció al Borussia Mönchengladbach por 0-1 en el Borussia Park. Terminó la temporada 2012-13 como el segundo máximo goleador del Schalke en la liga junto con Klaas-Jan Huntelaar después de terminar la campaña con 10 goles. Además, anotó dos goles en partidos de copa y un gol en seis partidos de la Liga de Campeones. Dio siete asistencias.
En mayo de 2013, en medio de rumores de interés por parte de algunos clubes de la Premier League, así como del Borussia Dortmund, Draxler prorrogó su contrato con el Schalke por otros dos años, hasta el 30 de junio de 2018. El 2 de octubre, marcó el único gol en el partido contra el Basilea fuera de casa en la Liga de Campeones 2013-14, y su objetivo resultó en una victoria 1-0 para el Schalke. Esta victoria del Schalke 04, le elevó a la parte superior de su grupo. En el partido final de la liguilla de grupos de la Liga de Campeones, abrió el marcador en la victoria por 2-0 contra Basilea, que les permitió llegar a los octavos de final del torneo. Terminó la temporada 2013-14 con dos goles en 26 apariciones en la Bundesliga, dos apariciones en la Copa de Alemania, y cuatro goles en 10 apariciones en la Liga de Campeones. En total sumó 10 pases de gol.  
La temporada siguiente, sólo convirtió dos goles y mismo número de asistencias en 19 partidos en todas las competiciones.
El 27 de julio de 2015, el Schalke rechazó una oferta de 15 millones de euros de la Juventus de Turín de la Serie A de Italia. El gerente general, Horst Heldt, sintió que la oferta era demasiado baja y la Juventus informó de que no habría más conversaciones. El 31 de agosto de 2015, Draxler firmó por el VfL Wolfsburgo. Su último partido con el Schalke fue una derrota por 3-0 ante el Wolfsburgo, tres días antes de la transferencia. Terminó su cuenta en la 2015-16 para el Schalke con un gol en tres partidos de liga y un partido de la Copa de Alemania. 

### VfL Wolfsburgo
El 31 de agosto de 2015, último día del mercado de fichajes, Draxler firmó por el VfL Wolfsburgo con un contrato de cinco años por un total de 38 millones de euros.
Debutó con su nuevo club el 12 de septiembre de 2015 en un empate sin goles a domicilio ante el recién ascendido FC Ingolstadt 04. Su primer gol lo anotó el 15 de septiembre de 2015, en la primera jornada de la Liga de Campeones de la UEFA en una victoria en casa por 1-0 ante el CSKA Moscú. En Bundesliga, su primer gol tardó en llegar, ya que no fue hasta el 31 de octubre, el de la victoria por 2-1 ante el Bayer Leverkusen, tras haber entrado como sustituto de Maximilian Arnold minutos antes.  
En el partido de dieciseisavos de la Liga de campeones contra el KAA Gent, Draxler anotó dos veces en la victoria por 2-3 fuera de casa en la ida; y el 8 de marzo de 2016 en el segundo partido en el Volkswagen Arena, ayudó a André Schürrle con una asistencia para el único gol del juego, que clasificó al Wolfsburgo por primera vez a los cuartos de la Liga de Campeones. Finalmente, serían eliminados en cuartos por el Real Madrid pese a ganar el partido de ida por 2-0. Draxler terminó su primera temporada con los lobos con ocho goles y siete asistencias en 28 apariciones.
Antes de la temporada 2016-17, Draxler anunció que quería abandonar el Wolfsburgo VfL y que el club le permitiera escuchar ofertas atractivas. A pesar de las ofertas y el interés de Arsenal FC y París Saint-Germain, Draxler no pudo asegurar una transferencia durante el mercado de verano. En su vuelta al equipo de Wolfsburgo, Draxler fue abucheado ruidosamente por los aficionados y describió los cuatro meses siguientes como "los peores de su carrera."

### PSG
Finalmente, el 3 de enero de 2017 fichó por el equipo francés por una suma cercana a los 40 millones de euros.
El 7 de enero hizo su debut en competición para el PSG en un partido de la Copa de Francia ante el SC Bastia en el Parque de los Príncipes. Marcó el gol final de una victoria por 7-0 a los 89 minutos, después de haber sido asistido por Hatem Ben Arfa. Debutó en la Ligue 1 siete días después y anotó el único gol del partido del 1-0 contra el Stade Rennais.
El 14 de febrero anotó en su primera aparición en la Liga de Campeones con los franceses, una victoria por 4-0 sobre el F. C. Barcelona en la ronda de octavos.

### Benfica
El 1 de septiembre de 2022, fue cedido durante una temporada al Benfica.

### Regreso al PSG
Después de su cesión en el Benfica volvió al PSG para jugar la campaña 2023-2024.

### Al-Ahli SC
El 17 de septiembre de 2023, fichó por el Al-Ahli S. C. de la Qatar Stars League.

## Selección nacional
Draxler ha sido internacional con la selección de Alemania Sub-18. El 7 de mayo de 2012, fue convocado por primera vez a la selección absoluta con escasos 18 años en la lista preliminar para la Eurocopa 2012. El 26 de mayo realizaría su debut por la selección absoluta en la derrota por 5-3 frente a Suiza, ingresando a los 62 minutos en reemplazo de Lukas Podolski. Finalmente no lograría entrar en la lista de los 23 jugadores que disputaron el certamen que se celebró en Polonia y Ucrania.

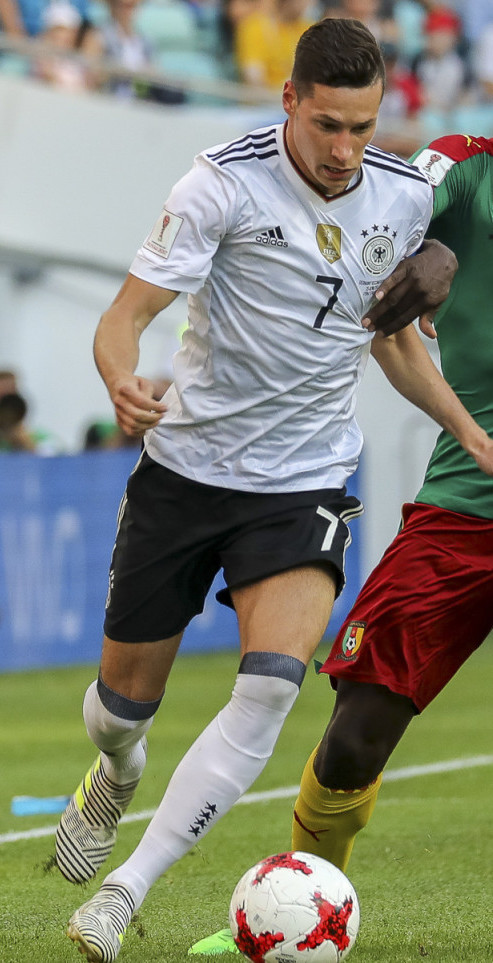
Draxler en 2017

El 8 de mayo de 2014, fue incluido en la lista preliminar de 30 jugadores por el entrenador Joachim Löw con miras a la Copa Mundial de Fútbol de 2014. Fue ratificado entre los 23 jugadores que viajarán a Brasil el 2 de junio. El 13 de julio de 2014 se convirtió en campeón del mundo con su selección a la edad de 20 años, aunque apenas pudo disfrutar de minutos durante el mundial. Cuatro años más tarde acudiría a la Copa Mundial de Fútbol de 2018, siendo la segunda Copa del Mundo en la que participa.

### Participaciones en Copas del Mundo
| Mundial                | Sede   | Resultado    |
| ---------------------- | ------ | ------------ |
| Copa Mundial FIFA 2014 | Brasil | Campeón      |
| Copa Mundial FIFA 2018 | Rusia  | Primera fase |

### Participaciones en Copa FIFA Confederaciones
| Copa                      | Sede  | Resultado |
| ------------------------- | ----- | --------- |
| Copa Confederaciones 2017 | Rusia | Campeón   |

### Participaciones en Eurocopas
| Copa          | Sede    | Resultado   |
| ------------- | ------- | ----------- |
| Eurocopa 2016 | Francia | Semifinales |

## Estadísticas

### Clubes
Actualizado al último partido disputado el 7 de diciembre de 2024.
| F. C. Schalke 04 · Alemania | 1.ª           | 2010-11       | 15  | 1  | 0  | 3  | 2  | 1  | 6  | 0  | 0  | 24  | 3  | 1  |
| F. C. Schalke 04 · Alemania | 1.ª           | 2011-12       | 30  | 2  | 6  | 3  | 1  | 1  | 13 | 2  | 2  | 46  | 5  | 9  |
| F. C. Schalke 04 · Alemania | 1.ª           | 2012-13       | 30  | 10 | 4  | 3  | 2  | 2  | 6  | 1  | 1  | 39  | 13 | 7  |
| F. C. Schalke 04 · Alemania | 1.ª           | 2013-14       | 26  | 2  | 7  | 2  | 0  | 1  | 10 | 4  | 2  | 38  | 6  | 10 |
| F. C. Schalke 04 · Alemania | 1.ª           | 2014-15       | 15  | 2  | 1  | 1  | 0  | 0  | 3  | 0  | 1  | 19  | 2  | 2  |
| F. C. Schalke 04 · Alemania | 1.ª           | 2015-16       | 3   | 1  | 0  | 1  | 0  | 0  | ―  | ―  | ―  | 4   | 1  | 0  |
| F. C. Schalke 04 · Alemania | Total club    | Total club    | 119 | 18 | 18 | 13 | 5  | 5  | 38 | 7  | 6  | 170 | 30 | 29 |
| VfL Wolfsburgo · Alemania | 1.ª           | 2015-16       | 21  | 5  | 5  | 1  | 0  | 0  | 9  | 3  | 2  | 31  | 8  | 7  |
| VfL Wolfsburgo · Alemania | 1.ª           | 2016-17       | 13  | 0  | 2  | 1  | 0  | 0  | ―  | ―  | ―  | 14  | 0  | 2  |
| VfL Wolfsburgo · Alemania | Total club    | Total club    | 34  | 5  | 7  | 2  | 0  | 0  | 9  | 3  | 2  | 45  | 8  | 9  |
| París Saint-Germain Francia | 1.ª           | 2016-17       | 17  | 4  | 1  | 6  | 5  | 1  | 2  | 1  | 0  | 25  | 10 | 2  |
| París Saint-Germain Francia | 1.ª           | 2017-18       | 30  | 4  | 5  | 9  | 1  | 2  | 8  | 0  | 1  | 47  | 5  | 8  |
| París Saint-Germain Francia | 1.ª           | 2018-19       | 31  | 3  | 8  | 8  | 2  | 2  | 7  | 0  | 1  | 46  | 5  | 11 |
| París Saint-Germain Francia | 1.ª           | 2019-20       | 11  | 0  | 5  | 6  | 0  | 2  | 5  | 0  | 0  | 22  | 0  | 7  |
| París Saint-Germain Francia | 1.ª           | 2020-21       | 24  | 4  | 1  | 5  | 0  | 3  | 5  | 0  | 1  | 34  | 4  | 5  |
| París Saint-Germain Francia | 1.ª           | 2021-22       | 18  | 2  | 1  | 2  | 0  | 0  | 4  | 0  | 1  | 24  | 2  | 2  |
| París Saint-Germain Francia | Total club    | Total club    | 131 | 17 | 21 | 36 | 8  | 10 | 31 | 1  | 4  | 198 | 26 | 35 |
| S. L. Benfica Portugal | 1.ª           | 2022-23       | 10  | 1  | 0  | 5  | 1  | 0  | 3  | 0  | 0  | 18  | 2  | 0  |
| S. L. Benfica Portugal | Total club    | Total club    | 10  | 1  | 0  | 5  | 1  | 0  | 3  | 0  | 0  | 18  | 2  | 0  |
| Al-Ahli S. C. Catar | 1.ª           | 2023-24       | 11  | 6  | 5  | 2  | 1  | 0  | —  | —  | —  | 13  | 7  | 6  |
| Al-Ahli S. C. Catar | 1.ª           | 2024-25       | 11  | 8  | 7  | 4  | 0  | 1  | —  | —  | —  | 15  | 8  | 8  |
| Al-Ahli S. C. Catar | Total club    | Total club    | 22  | 14 | 12 | 6  | 1  | 0  | 0  | 0  | 0  | 26  | 14 | 13 |
| Total carrera | Total carrera | Total carrera | 314 | 54 | 59 | 62 | 15 | 16 | 81 | 11 | 12 | 457 | 78 | 86 |
| (1) Incluye datos de Copa de Alemania, Supercopa de Alemania, Copa de Francia. (2) Incluye datos de Liga Europa de la UEFA, Liga de Campeones de la UEFA. |               |               |     |    |    |    |    |    |    |    |    |     |    |    |

Fuentes:Transfermarkt.

### Selección nacional
Actualizado al último partido jugado el 5 de octubre de 2017.
| Selección | Año   | Amistosos | Amistosos | Amistosos | Eurocopa | Eurocopa | Eurocopa | Eliminatorias Europeas | Eliminatorias Europeas | Eliminatorias Europeas | Copa Mundial | Copa Mundial | Copa Mundial | Eliminatorias Mundialistas | Eliminatorias Mundialistas | Eliminatorias Mundialistas | Copa Confederaciones | Copa Confederaciones | Copa Confederaciones | Total | Total | Total  |
| Selección | Año   | Part.     | Goles     | Asist.    | Part.    | Goles    | Asist.   | Part.                  | Goles                  | Asist.                 | Part.        | Goles        | Asist.       | Part.                      | Goles                      | Asist.                     | Part.                | Goles                | Asist.               | Part. | Goles | Asist. |
| --------- | ----- | --------- | --------- | --------- | -------- | -------- | -------- | ---------------------- | ---------------------- | ---------------------- | ------------ | ------------ | ------------ | -------------------------- | -------------------------- | -------------------------- | -------------------- | -------------------- | -------------------- | ----- | ----- | ------ |
| Alemania  |       |           |           |           |          |          |          |                        |                        |                        |              |              |              |                            |                            |                            |                      |                      |                      |       |       |        |
| 2012      | 2     | 0         | 1         | -         | -        | -        | -        | -                      | -                      | -                      | -            | -            | 1            | 0                          | 0                          | -                          | -                    | -                    | 3                    | 0     | 1     |        |
| 2013      | 3     | 1         | 0         | -         | -        | -        | -        | -                      | -                      | -                      | -            | -            | 4            | 0                          | 0                          | -                          | -                    | -                    | 7                    | 1     | 0     |        |
| 2014      | 2     | 0         | 0         | -         | -        | -        | 2        | 0                      | 0                      | 1                      | 0            | 0            | -            | -                          | -                          | -                          | -                    | -                    | 5                    | 0     | 0     |        |
| 2015      | 1     | 0         | 0         | -         | -        | -        | -        | -                      | -                      | -                      | -            | -            | -            | -                          | -                          | -                          | -                    | -                    | 1                    | 0     | 0     |        |
| 2016      | 3     | 0         | 1         | 5         | 1        | 1        | -        | -                      | -                      | -                      | -            | -            | 3            | 1                          | 0                          | -                          | -                    | -                    | 11                   | 2     | 2     |        |
| 2017      | 1     | 0         | 0         | -         | -        | -        | -        | -                      | -                      | -                      | -            | -            | 5            | 2                          | 1                          | 5                          | 1                    | 1                    | 11                   | 3     | 2     |        |
| Total     | Total | 12        | 1         | 2         | 5        | 1        | 1        | 2                      | 0                      | 0                      | 1            | 0            | 0            | 13                         | 3                          | 1                          | 5                    | 1                    | 1                    | 38    | 6     | 5      |

## Palmarés

### Títulos nacionales
| Título                | Club                      | País     | Año  |
| --------------------- | ------------------------- | -------- | ---- |
| Copa de Alemania      | F. C. Schalke 04          | Alemania | 2011 |
| Supercopa de Alemania | F. C. Schalke 04          | Alemania | 2011 |
| Copa de la Liga       | París Saint-Germain F. C. | Francia  | 2017 |
| Copa de Francia       | París Saint-Germain F. C. | Francia  | 2017 |
| Supercopa de Francia  | París Saint-Germain F. C. | Francia  | 2017 |
| Copa de la Liga       | París Saint-Germain F. C. | Francia  | 2018 |
| Ligue 1               | París Saint-Germain F. C. | Francia  | 2018 |
| Supercopa de Francia  | París Saint-Germain F. C. | Francia  | 2018 |
| Ligue 1               | París Saint-Germain F. C. | Francia  | 2019 |
| Supercopa de Francia  | París Saint-Germain F. C. | Francia  | 2019 |
| Ligue 1               | París Saint-Germain F. C. | Francia  | 2020 |
| Copa de Francia       | París Saint-Germain F. C. | Francia  | 2020 |
| Copa de la Liga       | París Saint-Germain F. C. | Francia  | 2020 |
| Supercopa de Francia  | París Saint-Germain F. C. | Francia  | 2020 |
| Copa de Francia       | París Saint-Germain F. C. | Francia  | 2021 |
| Ligue 1               | París Saint-Germain F. C. | Francia  | 2022 |
| Primeira Liga         | S. L. Benfica             | Portugal | 2023 |

### Títulos internacionales
| Título                 | Club (*)              | País   | Año  |
| ---------------------- | --------------------- | ------ | ---- |
| Copa Mundial de Fútbol | Selección de Alemania | Brasil | 2014 |
| Copa Confederaciones   | Selección de Alemania | Rusia  | 2017 |

(*) Incluyendo la selección.